# 渡辺みちお
渡辺 みちお（わたなべ みちお、1954年7月27日 - ）は、日本の漫画家。新潟県佐渡市出身。血液型はB型。代表作に『まるごし刑事』、『白竜』など。

## 経歴
小学3年生の頃に絵画コンクールで賞を貰った事をきっかけに絵を描く事に興味を抱くようになる。離島在住のため近くに本屋がなく、通信販売で当時刊行されていた漫画雑誌の『冒険王』や『少年』などを取り寄せて読んでいた。小学校の高学年の頃から友人と共に漫画を描くようになり、中学生の頃に石ノ森章太郎の『マンガ家入門』が発売されると、渡辺はそれを教科書にして本格的な漫画の描き方を覚えるようになる。
高校時代に作品を2本ほど投稿するも落選、実力不足と判断して高校を卒業した時点で漫画家の道は諦めていた。その後は父が建築関係の仕事をしていたため、上京して建築関係の専門学校に入学し新聞奨学生を始める。しかし建築を志望していたわけではなかったために、学業にあまり興味が持てずに挫折。
当時の恩師といえる新聞販売店の所長に「本当は漫画家になりたい」と告げると、彼の知人であったかざま鋭二を紹介される。これをきっかけに専門学校を3ヶ月で中退し、アシスタントになる。しかし奨学生という立場から、1年間は新聞配達の仕事を続けながらかざまのアトリエに通っていた。その後、かざまに「来年から毎日来い」と言われ、かざまプロに4年間通い始める。この時期に知り合いになった編集者との縁で、24歳の時に芳文社の漫画雑誌「コミックマガジン」にて原作付き作品を隔週連載しデビューを果たす。活動初期から原作付きの青年漫画やコミカライズ作品を描いていたが、「週刊漫画サンデー」（実業之日本社）で連載した『まるごし刑事』がヒットし、青年漫画誌の人気作画家として定着する。
現在、「週刊漫画ゴラク」（日本文芸社）にて『白竜』の続編に当たる『白竜HADOU』を連載中。同誌の看板作品となっている。

## 主な作品
- 銭牝地獄（作：遠崎史郎、コミックマガジン、芳文社）
- 渡世無頼（作：喜田健夫（北芝健）、漫画サンデー、実業之日本社、全3巻）
- まるごし刑事（作：北芝健、漫画サンデー、実業之日本社、全75巻、愛蔵版全19巻）
- 海雀王（作：志村裕次、傑作麻雀劇画、実業之日本社、全3巻、マンサンQコミックス版全2巻）
- 東風三銃士（作：志村裕次、傑作麻雀劇画、実業之日本社）
- スタント（作：来賀友志、漫画サンデー、実業之日本社、全1巻）
- 運び屋（作：今野敏、漫画サンデー、実業之日本社、全1巻）
- 三種の雀器（作：三田武詩、別冊漫画サンデー 傑作麻雀劇画、実業之日本社）
- 白竜（作：天王寺大、週刊漫画ゴラク、日本文芸社、全21巻）
- 白竜LEGEND（作：天王寺大、週刊漫画ゴラク、日本文芸社、全46巻）
- 白竜HADOU（作：天王寺大、週刊漫画ゴラク、日本文芸社、連載中、既刊44巻）
- 不動（作：天王寺大、週刊漫画ゴラク、日本文芸社、全9巻）
- 撃覇（作：天王寺大、週刊漫画ゴラク、日本文芸社、全9巻）
- 鳳（作：神尾龍、週刊漫画ゴラク、日本文芸社、全13巻）
- 極秘潜入捜査官 D.D.T.（作：かさはら倫尚、週刊漫画ゴラク、日本文芸社、全3巻）
- 風雲高校無頼 ばっくれ（作：来賀友志、麻雀ゴラク、日本文芸社、全2巻）
- 外道無頼（作：梶研吾、週刊漫画ゴラク、日本文芸社、全1巻）
- スーパー刑事（作：鍋島雅治、別冊漫画ゴラク、日本文芸社、全3巻）
- 大和の獅子（作：鍋島雅治、別冊漫画ゴラク、日本文芸社、全3巻）
- らーめんライス（作：志村裕次、漫画パンチ、芳文社、全3巻）
- 革命トライアングル（作：来賀友志、漫画アクション、双葉社、全2巻）
- ごくらく悪漢團（作：荒井涼助、漫画アクション、双葉社、全1巻）
- 鎮魂歌のやむとき（プレイコミック、秋田書店）
- マシンウォーズ（月刊少年キャプテン、徳間書店）
- 宇宙刑事シリーズ（作：八手三郎、テレビランド、徳間書店、全2巻）
- 巨獣特捜ジャスピオン（テレビランド、徳間書店、全1巻）
- ワッパ刑事（作：吉岡道夫、徳間書店、全1巻）

## 実写映像化作品
- まるごし刑事（1993年、主演：松崎しげる、ケイエスエス）全1作
- 白竜 [Bai-Long]（1998年、主演：白竜、ケイエスエス）全1作
- 白竜（2006年-2012年、主演：白竜、GPミュージアムソフト）全11作
- 新まるごし刑事!（2009年、主演：高木淳也、GPミュージアムソフト）全2作
- 鳳（2009年-2010年、主演：小沢仁志、GPミュージアムソフト）全4作
- 不動（2011年、主演：蝶野正洋、GPミュージアムソフト）全2作
- 極秘潜入捜査官 D.D.T.（2011年、主演：小沢仁志、GPミュージアムソフト）全2作

## 師匠
- かざま鋭二[2]